# Envie de vivre
Chansons représentant la Belgique au Concours Eurovision de la chanson
Like the Wind
(1999) Sister
(2002)
Envie de vivre est une chanson interprétée par la chanteuse Nathalie Sorce et sortie en single en 2000. C'est l'unique single de la chanteuse.
C'est la chanson représentant la Belgique au Concours Eurovision de la chanson 2000.

## À l'Eurovision

### Sélection
La chanson Envie de vivre interprétée par Nathalie Sorce est sélectionnée le 18 février 2000 par le radiodiffuseur wallon RTBF, après avoir remporté la finale nationale, pour représenter la Belgique au Concours Eurovision de la chanson 2000 le 13 mai à Stockholm, en Suède.

### À Stockholm
Elle est intégralement interprétée en français, le choix de la langue est toutefois libre depuis 1999.
Envie de vivre est la dixième chanson interprétée lors de la soirée, suivant Solo (en) d'Alsou pour la Russie et précédant Nomiza (en) (Νόμιζα) de Voice (en) pour Chypre.
À la fin du vote, Envie de vivre obtient 2 points et termine alors 24e et dernière,.

## Liste des titres
| 1. | Envie de vivre            | Silvio Pezzuto   | 2:55 |
| 2. | When We All Get to Heaven | « traditionnel » | 4:15 |

## Classements

### Classements hebdomadaires
| Classement (2000)                              | Meilleure position |
| ---------------------------------------------- | ------------------ |
| Belgique (Wallonie Ultratip Bubbling Under 50) | 8                  |

## Historique de sortie
| Pays      | Date | Format    | Label           |
| --------- | ---- | --------- | --------------- |
| Belgique, | 2000 | CD single | EGS Productions |